# N-446
La N-446 es una carretera nacional española de interés estatal que enlaza la salida 122 hacia Isla Cristina de la autopista A-49 y la carretera N-431 a la altura de El Empalme (Isla Cristina), en la provincia de Huelva. Tiene unos 2 kilómetros de longitud. El elevado tráfico que soporta el actual trazado en travesía por Pozo del Camino que da acceso desde el norte a Isla Cristina, con unos 10 000 vehículos diarios, será mitigado con los planes para prolongarla 5 km hasta dicha localidad, evitando los núcleos de población de Villa Antonia y Pozo del Camino.

## Localidades colindantes
- No existen localidades que atreviese o colinden con esta carretera.